# Крупица (приток Ловати)
Крупица (в верховье Вску́ица) — река в России, протекает по Великолукскому району Псковской области. Длина реки составляет 33 км. Площадь водосборного бассейна — 352 км².
Река берёт начало в озере Савинское на высоте 137,9 м под названием Вскуица, затем течёт на север. У деревни Шелково слева впадает река Карощица. После впадения реки Вятица меняет название на Крупицу. Устье реки находится в 338 км по правому берегу реки Ловать.

## Населённые пункты
Около истока по берегам реки расположены деревни Лычёвской волости: Козюлино, Липец, Рудница (нежилая), Горивицы, Албашкино. Далее река протекает через деревни Шелковской волости: Суханово, Корытово, Мандусово, Шелково (центр волости, пригород Великих Лук), Баландино.

## Экология
В реку сбрасывает сточные воды ФГУП «Госкорпорация по ОрВД». Кроме того, МП «Водоканал» города Великие Луки сбрасывает сточные воды в безымянный ручей, впадающий в Крупицу в 10 км от устья и в болото Кулевское II из бассейна Крупицы. Кроме того, МУП «Тепловые сети» сбрасывает сточные воды в ручей Ситовка.

## Данные водного реестра
По данным государственного водного реестра России относится к Балтийскому бассейновому округу, водохозяйственный участок реки — Ловать и Пола, речной подбассейн реки — Волхов. Относится к речному бассейну реки Нева (включая бассейны рек Онежского и Ладожского озера).
Код объекта в государственном водном реестре — 01040200312102000022806.